# Danh sách tiểu hành tinh: 24701–24800
| Tên                | Tên đầu tiên | Ngày phát hiện       | Nơi phát hiện          | Người phát hiện                  |
| ------------------ | ------------ | -------------------- | ---------------------- | -------------------------------- |
| 24701 Elyu-Ene     | 1990 VY5     | 15 tháng 11 năm 1990 | La Silla               | E. W. Elst                       |
| 24702              | 1991 OR      | 18 tháng 7 năm 1991  | Palomar                | H. E. Holt                       |
| 24703 -            | 1991 PA      | 3 tháng 8 năm 1991   | Kiyosato               | S. Otomo                         |
| 24704 -            | 1991 PM4     | 3 tháng 8 năm 1991   | La Silla               | E. W. Elst                       |
| 24705 -            | 1991 PV4     | 3 tháng 8 năm 1991   | La Silla               | E. W. Elst                       |
| 24706 -            | 1991 PA5     | 3 tháng 8 năm 1991   | La Silla               | E. W. Elst                       |
| 24707 -            | 1991 PL5     | 3 tháng 8 năm 1991   | La Silla               | E. W. Elst                       |
| 24708 -            | 1991 PX5     | 6 tháng 8 năm 1991   | La Silla               | E. W. Elst                       |
| 24709 Mitau        | 1991 PE6     | 6 tháng 8 năm 1991   | La Silla               | E. W. Elst                       |
| 24710              | 1991 PX14    | 6 tháng 8 năm 1991   | Palomar                | H. E. Holt                       |
| 24711 Chamisso     | 1991 PN17    | 6 tháng 8 năm 1991   | Tautenburg Observatory | F. Börngen                       |
| 24712 Boltzmann    | 1991 RP3     | 12 tháng 9 năm 1991  | Tautenburg Observatory | F. Börngen, L. D. Schmadel       |
| 24713 Ekrutt       | 1991 RE4     | 12 tháng 9 năm 1991  | Tautenburg Observatory | F. Börngen, L. D. Schmadel       |
| 24714              | 1991 RT9     | 10 tháng 9 năm 1991  | Palomar                | H. E. Holt                       |
| 24715              | 1991 RZ15    | 15 tháng 9 năm 1991  | Palomar                | H. E. Holt                       |
| 24716              | 1991 RB19    | 14 tháng 9 năm 1991  | Palomar                | H. E. Holt                       |
| 24717 -            | 1991 SA      | 16 tháng 9 năm 1991  | Kiyosato               | S. Otomo                         |
| 24718              | 1991 SW      | 30 tháng 9 năm 1991  | Siding Spring          | R. H. McNaught                   |
| 24719              | 1991 SE1     | 30 tháng 9 năm 1991  | Siding Spring          | R. H. McNaught                   |
| 24720              | 1991 SV1     | 16 tháng 9 năm 1991  | Palomar                | H. E. Holt                       |
| 24721              | 1991 TJ      | 1 tháng 10 năm 1991  | Siding Spring          | R. H. McNaught                   |
| 24722              | 1991 TK      | 1 tháng 10 năm 1991  | Siding Spring          | R. H. McNaught                   |
| 24723 -            | 1991 TW8     | 1 tháng 10 năm 1991  | Kitt Peak              | Spacewatch                       |
| 24724              | 1991 UN      | 18 tháng 10 năm 1991 | Kushiro                | S. Ueda, H. Kaneda               |
| 24725              | 1991 UD3     | 31 tháng 10 năm 1991 | Kushiro                | S. Ueda, H. Kaneda               |
| 24726 -            | 1991 VY      | 2 tháng 11 năm 1991  | Kitami                 | A. Takahashi, K. Watanabe        |
| 24727              | 1991 VD1     | 4 tháng 11 năm 1991  | Kushiro                | S. Ueda, H. Kaneda               |
| 24728 Scagell      | 1991 VO2     | 11 tháng 11 năm 1991 | Stakenbridge           | B. G. W. Manning                 |
| 24729 -            | 1991 VE3     | 13 tháng 11 năm 1991 | Kiyosato               | S. Otomo                         |
| 24730 -            | 1991 VM5     | 5 tháng 11 năm 1991  | Kiyosato               | S. Otomo                         |
| 24731 -            | 1991 VN9     | 4 tháng 11 năm 1991  | Kitt Peak              | Spacewatch                       |
| 24732 -            | 1992 CL2     | 2 tháng 2 năm 1992   | La Silla               | E. W. Elst                       |
| 24733 -            | 1992 DM9     | 29 tháng 2 năm 1992  | La Silla               | UESAC                            |
| 24734 Kareness     | 1992 EA1     | 10 tháng 3 năm 1992  | Siding Spring          | D. I. Steel                      |
| 24735 -            | 1992 EU6     | 1 tháng 3 năm 1992   | La Silla               | UESAC                            |
| 24736 -            | 1992 EV8     | 2 tháng 3 năm 1992   | La Silla               | UESAC                            |
| 24737 -            | 1992 ED14    | 2 tháng 3 năm 1992   | La Silla               | UESAC                            |
| 24738 -            | 1992 EK14    | 2 tháng 3 năm 1992   | La Silla               | UESAC                            |
| 24739 -            | 1992 EB15    | 1 tháng 3 năm 1992   | La Silla               | UESAC                            |
| 24740 -            | 1992 EW16    | 1 tháng 3 năm 1992   | La Silla               | UESAC                            |
| 24741 -            | 1992 EW17    | 3 tháng 3 năm 1992   | La Silla               | UESAC                            |
| 24742 -            | 1992 GN2     | 4 tháng 4 năm 1992   | La Silla               | E. W. Elst                       |
| 24743 -            | 1992 NF      | 2 tháng 7 năm 1992   | Palomar                | E. F. Helin                      |
| 24744 -            | 1992 OD5     | 26 tháng 7 năm 1992  | La Silla               | E. W. Elst                       |
| 24745 -            | 1992 QY      | 29 tháng 8 năm 1992  | Palomar                | E. F. Helin                      |
| 24746 -            | 1992 RH3     | 2 tháng 9 năm 1992   | La Silla               | E. W. Elst                       |
| 24747 -            | 1992 RG5     | 2 tháng 9 năm 1992   | La Silla               | E. W. Elst                       |
| 24748 Nernst       | 1992 ST13    | 16 tháng 9 năm 1992  | Tautenburg Observatory | F. Börngen, L. D. Schmadel       |
| 24749 Grebel       | 1992 SM17    | 24 tháng 9 năm 1992  | Tautenburg Observatory | F. Börngen, L. D. Schmadel       |
| 24750 Ohm          | 1992 SR17    | 24 tháng 9 năm 1992  | Tautenburg Observatory | F. Börngen, L. D. Schmadel       |
| 24751 Kroemer      | 1992 SS24    | 21 tháng 9 năm 1992  | Tautenburg Observatory | F. Börngen                       |
| 24752              | 1992 UN      | 19 tháng 10 năm 1992 | Kushiro                | S. Ueda, H. Kaneda               |
| 24753 -            | 1992 UU5     | 28 tháng 10 năm 1992 | Kitami                 | K. Endate, K. Watanabe           |
| 24754 Zellyfry     | 1992 UE6     | 31 tháng 10 năm 1992 | Okutama                | T. Hioki, S. Hayakawa            |
| 24755              | 1992 UQ6     | 28 tháng 10 năm 1992 | Kushiro                | S. Ueda, H. Kaneda               |
| 24756 -            | 1992 VF      | 2 tháng 11 năm 1992  | Uto                    | F. Uto                           |
| 24757 -            | 1992 VN      | 1 tháng 11 năm 1992  | Kitami                 | M. Yanai, K. Watanabe            |
| 24758              | 1992 WZ      | 17 tháng 11 năm 1992 | Dynic                  | A. Sugie                         |
| 24759 -            | 1992 WQ1     | 18 tháng 11 năm 1992 | Okutama                | T. Hioki, S. Hayakawa            |
| 24760 -            | 1992 YY1     | 18 tháng 12 năm 1992 | Caussols               | E. W. Elst                       |
| 24761 Ahau         | 1993 BW2     | 28 tháng 1 năm 1993  | Palomar                | C. S. Shoemaker, E. M. Shoemaker |
| 24762 -            | 1993 DE1     | 25 tháng 2 năm 1993  | Oizumi                 | T. Kobayashi                     |
| 24763 -            | 1993 DV2     | 20 tháng 2 năm 1993  | Caussols               | E. W. Elst                       |
| 24764 -            | 1993 DX2     | 20 tháng 2 năm 1993  | Caussols               | E. W. Elst                       |
| 24765 -            | 1993 FE8     | 17 tháng 3 năm 1993  | La Silla               | UESAC                            |
| 24766 -            | 1993 FW9     | 17 tháng 3 năm 1993  | La Silla               | UESAC                            |
| 24767 -            | 1993 FE12    | 17 tháng 3 năm 1993  | La Silla               | UESAC                            |
| 24768 -            | 1993 FC13    | 17 tháng 3 năm 1993  | La Silla               | UESAC                            |
| 24769 -            | 1993 FN24    | 21 tháng 3 năm 1993  | La Silla               | UESAC                            |
| 24770 -            | 1993 FG28    | 21 tháng 3 năm 1993  | La Silla               | UESAC                            |
| 24771 -            | 1993 FA32    | 19 tháng 3 năm 1993  | La Silla               | UESAC                            |
| 24772 -            | 1993 FL33    | 19 tháng 3 năm 1993  | La Silla               | UESAC                            |
| 24773 -            | 1993 FQ35    | 19 tháng 3 năm 1993  | La Silla               | UESAC                            |
| 24774 -            | 1993 FE38    | 19 tháng 3 năm 1993  | La Silla               | UESAC                            |
| 24775 -            | 1993 FT42    | 19 tháng 3 năm 1993  | La Silla               | UESAC                            |
| 24776 -            | 1993 FR43    | 19 tháng 3 năm 1993  | La Silla               | UESAC                            |
| 24777 -            | 1993 JY      | 14 tháng 5 năm 1993  | La Silla               | E. W. Elst                       |
| 24778 Nemsu        | 1993 KW1     | 24 tháng 5 năm 1993  | Palomar                | C. S. Shoemaker, D. H. Levy      |
| 24779 Presque Isle | 1993 OD2     | 23 tháng 7 năm 1993  | Palomar                | C. S. Shoemaker, D. H. Levy      |
| 24780 -            | 1993 QA1     | 19 tháng 8 năm 1993  | Palomar                | E. F. Helin                      |
| 24781 -            | 1993 RU3     | 12 tháng 9 năm 1993  | Palomar                | PCAS                             |
| 24782 -            | 1993 SO7     | 17 tháng 9 năm 1993  | La Silla               | E. W. Elst                       |
| 24783              | 1993 SQ13    | 16 tháng 9 năm 1993  | La Silla               | H. Debehogne, E. W. Elst         |
| 24784              | 1993 TV12    | 13 tháng 10 năm 1993 | Palomar                | H. E. Holt                       |
| 24785 -            | 1993 TM22    | 9 tháng 10 năm 1993  | La Silla               | E. W. Elst                       |
| 24786 -            | 1993 TM24    | 9 tháng 10 năm 1993  | La Silla               | E. W. Elst                       |
| 24787 -            | 1993 TJ27    | 9 tháng 10 năm 1993  | La Silla               | E. W. Elst                       |
| 24788 -            | 1993 TL28    | 9 tháng 10 năm 1993  | La Silla               | E. W. Elst                       |
| 24789 -            | 1993 TZ29    | 9 tháng 10 năm 1993  | La Silla               | E. W. Elst                       |
| 24790 -            | 1993 TM31    | 9 tháng 10 năm 1993  | La Silla               | E. W. Elst                       |
| 24791 -            | 1993 TK37    | 9 tháng 10 năm 1993  | La Silla               | E. W. Elst                       |
| 24792              | 1993 TB46    | 10 tháng 10 năm 1993 | La Silla               | H. Debehogne                     |
| 24793 -            | 1993 UT      | 22 tháng 10 năm 1993 | Oohira                 | T. Urata                         |
| 24794 Kurland      | 1993 UB7     | 20 tháng 10 năm 1993 | La Silla               | E. W. Elst                       |
| 24795              | 1994 AC17    | 5 tháng 1 năm 1994   | Kushiro                | S. Ueda, H. Kaneda               |
| 24796 -            | 1994 CD18    | 8 tháng 2 năm 1994   | La Silla               | E. W. Elst                       |
| 24797 -            | 1994 PD2     | 9 tháng 8 năm 1994   | Palomar                | PCAS                             |
| 24798 -            | 1994 PF2     | 9 tháng 8 năm 1994   | Palomar                | PCAS                             |
| 24799 -            | 1994 PW3     | 10 tháng 8 năm 1994  | La Silla               | E. W. Elst                       |
| 24800 -            | 1994 PC13    | 10 tháng 8 năm 1994  | La Silla               | E. W. Elst                       |